# 對馬戰鬼
《對馬戰鬼》是一款由Sucker Punch Productions開發製作，由索尼互動娛樂發行的開放世界動作冒險電子遊戲。游戏于2020年7月17日在PlayStation 4平台发行，其导演剪辑版于2021年8月20日在PlayStation 5与PlayStation 4发行。
本作发售后获得了业界的普遍好评，其PS4版在综合评分网站Metacritic上以132篇评价获得83分。其视觉效果和战斗受到了赞扬，但因其开放世界活动和主支线剧情对话没有提供跳过选项而受到批评。《对马岛之魂》还获得了多个奖项与提名，并于2021年3月26日公布了电影化的消息。本作截止2022年7月16日共售出973万份。
2024年3月7日，索尼互動娛樂宣布《對馬戰鬼》導演剪輯版將於2024年5月16日登陸Windows平台，由索尼第一方移植工作室Nixxes負責移植工作。

## 故事背景

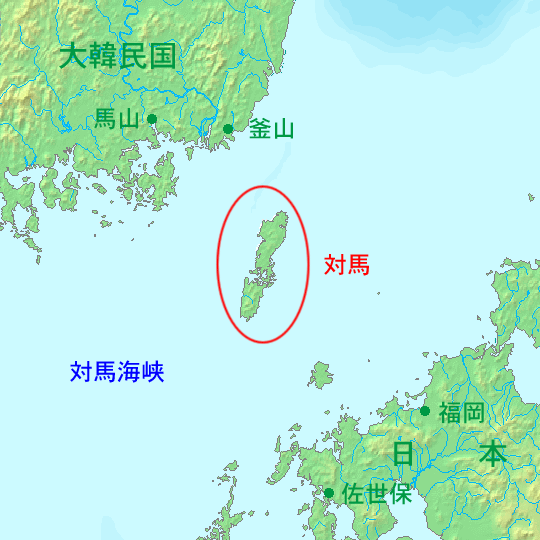
对马岛的地理位置位于朝鲜半岛与日本之间。

本作改編自元日戰爭。1274年，元朝與屬國高麗派軍攻打日本对马岛，玩家將扮演对马岛的武士境井仁，抵擋來襲的三萬大軍。他將挺身而出與鄉里志士共同作戰，化身為令敵人膽戰心驚的「戰鬼」，不擇手段拯救遭受蹂躪的家園與同胞。他必須捨棄一直堅守的武士之道，開創新的道路，為了解放對馬島而展開一場不循常規的戰爭。
遠離戰場的時候，玩家能以前所未有的方式體驗日本的中世時期。在這款開放世界的動作冒險遊戲中，玩家將闖蕩廣闊的鄉間和各式各樣的地形，並在途中遇到個性豐富的眾多角色、探索古老地標，發掘對馬島不為人知的美麗之處。島上的每個地區均經過精心製作，展現著不同的面貌和生活方式，從稻浪翻滾的田野、寧靜莊嚴的神社，到古老的樹林、村落以及荒涼的山景，玩家均可盡情探索。在旅途中幫助萍水相逢的人，享受片刻的寧靜以及大自然的和諧安寧。
仁自小便接受武士訓練，看見元朝人輕易擊敗其他武士後，仁的世界也頓時瓦解。他面臨著一生中最艱難的抉擇：究竟是要堅守自幼學習的武士傳統與信念，繼續打一場沒有勝算的戰爭，抑或是要偏離武士的正道，不擇手段地保護對馬島和島上人民。在收復對馬島的征途中，仁必須尋求舊識的指引和支援，同時亦要結交新的盟友。他必須打破傳統，以前所未見的戰鬥方式，不惜一切保護倖存的家園和人民。
元軍詭計多端，裝備精良，是難以對付的敵人。適時運用仁的各種技能和學習新的戰術，才能在捍衛對馬島和人民時搶佔上風。在近戰使用武士刀和對手進行正面對決，體驗獨特且身歷其境的日本武士戰鬥。磨鍊箭術，以致命的精準度消滅遠方威脅。發展潛行和欺敵戰術，以奇襲擾亂敵軍，攻其不備。只要善用地形、靈活應戰，並配搭使用各種技能、武器和戰略，每個人都可以找到適合自己的戰鬥風格。
隨著仁的故事不斷推展，創意和多樣化的戰鬥方式將成為玩家的致勝之道。

### 壹歧島之章
在《對馬戰鬼 导演剪辑版》加入的全新故事篇章「壹岐島之章」中，玩家將繼續扮演主角境井仁，以壹岐島為場景，遊玩全新的擴充劇情，發現新地點，邂逅新角色，並完成新故事等。
仁發現有神祕的元朝部落在壹岐島上落腳，於是開始了這趟旅程。 這些人以一位備受敬重的巫師為首領，名為安喀夏可敦，追隨者又稱她為「蒼鷹」。身兼可敦和巫師，蒼鷹不僅征服多國，還是靈魂的牧人，給仁跟壹岐島民帶來前所未見的危險。
對抗這威脅的唯一之道就是仁必須重返壹岐島，他以前曾在那裡待過。與這陌生而危險的敵人對峙之際，他被迫要面對舊時的恐懼，揭開早已深深埋藏的創傷。玩家在探索新的島嶼和對抗新的威脅時，也將深入探究境井一族黑暗的過去……
製作團隊半杜撰的壹岐島與對馬島形成鮮明對比，是個充斥搶匪和罪犯、野蠻而無法紀的島嶼，飽受戰爭記憶的創傷，民風強悍而各自為政。武士幾十年來都無法掌控那裡的局勢。儘管身懷絕技，仁還是無法獨自力敵元朝人，他必須跟一群難相處的角色搭檔或配合，才能迎戰蒼鷹。失敗的代價太大，要是讓蒼鷹跟她的部落征服了壹岐島並群策群力，對馬島跟日本其餘各地都將陷入嚴重危機。
玩家在對馬島上發掘的故事充滿動作和冒險，在壹岐島上也是如此！為拯救壹岐島而戰，仁將遭遇海寇和偷運者、瘋狂僧侶和傳說有鬼魅出沒的洞穴。玩家將會耳聞新的傳說，並學習新的技能。仁必須使出渾身解數才能夠打敗這個新敵人。
新篇章將繼續講述親密、動人的個人故事，關於人們在現實生活中掙扎著擺脫舊恨，並在戰時存活下來。關於保護珍惜的信仰和捍衛家園的兩難感受。關於身為境井家繼承人所肩負的責任，以及成為戰鬼的取捨…
這是一個關於療癒的故事，對仁也是獨特而無法抗拒的挑戰。人人都會受傷，上自當時最有權勢的地頭，下至最卑微的農夫，全都背負著過去的傷痕。面對傷痛，你既無法對抗，也無法避開。戰鬼武器和武士技能在這方面對你毫無幫助。傷害只能靠療癒來止息。

## 登場人物

### 主要角色
境井仁
配音：（英）辻大介（成年期・少年期）／（日）中井和哉（成年期）、平野潤也（少年期）
本作主角，戰鬼，原為境井家家主，原型人物是对马国地头宗助国的次子右馬次郎和养子阿比留弥次郎。
從小父母雙亡，由舅舅志村撫養長大，並將他栽培成一名武士，所以讓他相當尊崇志村。元軍來襲時，與舅舅一起率領島上武士反擊卻被全數殲滅，只剩下他和舅舅苟活下來。為了守護家園並救回舅舅，他決定以背棄武士道的方式與元軍作戰，並且化身為從冥界甦醒的「戰鬼」（／）迎擊敵人。
擁有父親即將被盜賊殺害前，出聲向他求助，卻因為自己懼怕不敢出手而讓父親遭到殺害的過去。因此讓他抱持著「自己如果不害怕的話就能救到父親」的悔恨感，加上舅舅也教導他「會趁虛而入是膽小的證明」，因此讓他極度討厭膽小的行為並且很排斥趁人不注意時的偷襲行為。所以故事開始時，堅持作為一名武士要與敵人堂堂正正地對決，但在金田城之戰敗給赫通汗，為了救出人質而不得不使用暗殺方法等原因的刺激下，讓他因此改變信念而將「趁虛而入」化為自己的戰鬥方式。在故事大結局力戰赫通汗，並將赫通汗斬首，但也因此失去了武士的身份，被剝奪境井家的領地。
作為一名武士，他在劍術、弓術、馬術都有著相當優秀的水準，為了對抗元朝大軍、守衛家園，放下武士矜持的他還會習得一些不為武士所用並且鄙視的暗殺技巧，並逐漸形成一個全新的身份：「戰鬼」。除此之外他很擅長觀察、推理，為他尋找遺留在島上的傳奇事物與追尋殺人兇手時發揮出極大的成效。在遊戲中，玩家會了解更多關於他的故事，他所面臨的威脅，一路上幫助他的盟友，以及在成為另類武者這一過程中他需要做出的取捨。
根據泡溫泉時的內心獨白，喜歡的東西是魚、水果以及淺藻的海苔。
龍三稱他為「對馬島上最強的劍客」，百姓稱他為「對馬島上最偉大的英雄」。
關於他的名字、首先「境」的部分對應於要守護國境以及他本人在武士還有戰鬼間的境界中產生動搖的心情。至於「井」則是希望讓他的姓氏看起來像是少爺般的感覺而因此命名為境井。另外他的名字基於不能唸出當時武家本名的名諱規定、所以設定上他的本名要以訓讀方式念作境井仁（さかいひとし）、通稱則稱為仁（じん）。

### 主角的同伴
結奈
配音：（英）蘇瑪莉·蒙塔諾／（日）水野優
女盗賊，擅長潛行與暗殺，並且救了被元軍擊敗而昏倒在海灘的仁。
元軍來襲後，原本想要與弟弟孝一起逃到九州重新發展，但因為孝被元軍抓住，於是拜託仁前去救他出來。
有著為達目的不擇手段的理念，並因此對於仁後來的作戰方式產生很大的影響。
出身自對馬國鑓川。因為母親酗酒、還在某日喝醉時將折斷孝的手腕，讓她因此與弟弟一起離家出走。之後遭人稱黑犬的人口販子拐騙而被賣給蝮蛇三兄弟，並在過著一段水深火熱的日子後與弟弟一起逃出，以後成為小偷並以偷竊維生。
孝
配音：（英）艾迪·辛／（日）山口勝平
結奈的弟弟。從小父母雙亡，與結奈相依為命，不欣賞她四處偷竊。
從小就浸淫在鍛造場內，還喜歡使用從鍛造場老闆那邊獲得的鎚子敲敲打打，讓他因此擅長鍛造，並且替仁製造出可以擺盪攀爬的勾索以及戰鬼鎧甲。
結奈說他是一個「連蟲子都不敢殺」的膽小鬼，與結奈強悍的個性剛好互相對照。但一方面她也想要像姊姊還有仁一樣強大、並希望能用自己打造的武器幫助他們戰鬥下去。
石川定信
配音：（英）弗朗索瓦·周／（日）千葉繁
弓術高手，多年前曾收長尾家的繼承人博基為徒，但因為博基不幸被盜賊所殺，因此辭退長尾家家臣的職位。之後收了一名叫做巴的女弟子。然而巴卻教授元軍弓術，讓石川因此誓言要追殺她。
講話刻薄，容易讓人對他不滿並且引起衝突。
安達政子
配音：（英）勞倫·湯姆／安藤麻吹
安達家的當家夫人，是名年邁的女武者，但仍保有高超的實力。
其丈夫以及兒子在元軍來襲時戰死，還遭仇家派人殺死了媳婦與孫子，讓存活下來的政子發誓要找出真正的幕後主使者。
典雄
配音：（英）Earl T. Kim／（日）鹿糠光明
在上縣的杉寺中與哥哥一起修行的僧兵。但因為還未出家，因此仍繼續使用本名。
為了對抗元朝人而與其他人一起前往小茂田海灘的途中、卻在已經化為元軍基地的赤島遭到俘虜並且被仁救出，之後選擇與仁一起戰鬥。
體格高胖，個性溫和而不易怒，又非常崇拜自己的哥哥。最大的夢想是能找到一個好妻子，並能夠讓自己的孩子與哥哥的孩子們一起快樂生活。
堅二
配音：（英）詹姆斯·博之·廖／（日）佐藤節二
酒商，在元軍來襲後，將自己釀造的清酒賣給元人為生。
與結奈熟識，在知道結奈的弟弟孝被元軍抓走後，受他請託，掩護他們進入元軍的軍營救出孝。
本作中的甘草人物，個性貪小便宜，常常在闖禍後請仁幫他解決，讓仁對他是哭笑不得。
龍三
配音：（英）倫納德·吳／（日）多田野曜平
仁從小的好友，目前是名浪人，也是斗笠幫的領袖。
多年前參加過長尾家的比武大會，企圖一舉成名並且被其他領主錄用為家臣，卻因為輸給仁而無緣成為武士並對此耿耿於懷。就在志村遭元軍抓走後，仁因此找上他與斗笠幫，希望能夠透過他們一起起救出志村，但他同時也為了自己和手下常常缺糧的事情而傷神。
雖然與仁是從小的好友，但對於仁從小備受寵愛於一身以及曾在劍術比賽打贏他的事情耿耿於懷。

### 對馬島武家人物
志村
配音：（英）艾瑞克·斯坦伯格／（日）大塚明夫
仁的舅舅。是對馬島的地頭，也是對馬島五大武家之一的志村家現任當家，原型人物是对马国地头宗助国。
在仁的父親戰死後，代替其父親照顧仁並指導他成長。將武士之道全數交授給仁，並希望他能成為一名真正的武士。同時由於自己並無子嗣，因此也希望可以收養仁成為他的接班人。
在元軍來襲時，率領島上的武士們迎戰卻遭到殲滅，他自己也被赫通汗抓走囚禁起來。
仁私下會稱呼他「伯父」、但在外則稱他為「志村大人」。
名字的由來來自於演出過《七武士》的演員志村喬。
境井一正
境井家的先代當家，也是仁的父親。在15年前，仁還小的時候，前往壹岐島上要討伐當地的盜賊就誤入盜賊設下的陷阱並遭殺害身亡，其配戴的境井家家傳鎧甲也放在家中等待仁回去取回。
安達治信
安達家當家，安達慶信的後裔，也是安達政子的丈夫。
小茂田海灘之戰中與兒子們共同出陣、並且受志村命令而前往元軍面前向他們提出單挑的請求，卻遭赫通汗將油潑向他身上並且放火、然後被他趁虛一刀殺害。
仁稱他為「最優秀的劍客」。
長尾博基
石川過去的弟子。本作中已經過世。
雖然對外聲稱是被盜賊所殺、實際上是想要謀反而被處決、並且為了長尾家的聲譽而被隱匿下來。
他之所以謀反的原因，從其導師‧石川對他自尊的重大影響就能窺知一二。
百合子
配音：（英）Karen Huie／（日）田畑百合
境井家的老女僕，在仁從小失去母親時就一直照顧著他，等同仁的第二個母親，並且在仁前去小茂田海灘對抗元軍時，依然守候在境井家等待仁的歸來。
本人擅長醫術，並傳授仁如何製毒以及吹箭的用法。對於仁的父親境井一正相當愛慕。
鎗川氏政
鎗川家當家。

### 元朝
赫通汗
配音：（英）派屈克·加拉格爾／（日）磯部勉
虛構人物，元朝汗王，是中国元朝皇帝元世祖的表親，元太祖的皇孫。
不僅武藝高超，也是名智力過人的智將，為了侵略對馬國而事先學習當地的日本語、日本文化、習俗，讓他因此深知武士們的行動方式。統領元軍艦隊慾前往日本本土，卻遭仁突袭，与之交戰不敵，最終被仁斬首殺害。
評價日本的武士們重視榮譽所採取的作戰方式簡直是愚直而容易預測。但一方面對於之後化為「戰鬼」的仁所採用不計榮譽而且不拘一格的戰鬥方式，卻評價是「不知其底線難以預測而令人害怕」並因此對仁保持警戒。
雖然本人是虛構人物，但史實上在元朝有一位名字發音與他相似的元朝人武將忻都，並且在文永之役指揮軍隊侵略日本。
人物模型以及英語配音皆由曾在電影《博物館驚魂夜》中飾演匈奴大帝阿提拉的演員派屈克·加拉格爾擔任。

### 浮世草登場人物
巴
配音：（英）Miley Yamamoto／（日）佐古真弓
出身平民的女子，也是石川辭官後所收的女弟子。
雖然父母雙亡，但因為天生聰明伶俐，自幼就在充滿危機的世道之中運用各種手段生存下來，過去獨自帶著弓前去尋找石川定信拜師而被他拒絕，於是在石川面前展現其用弓的天賦，石川惜才而破例收其為徒。但因石川的教導相當嚴苛，巴十分不滿師傅嚴苛又無理的教導，多次激烈反抗，甚至夥同盜賊襲擊自己的師傅未果。於是在元軍來襲後，投向元軍，甚至不惜向元軍傳授石川授予他的弓術兵法，只為了與自己的師傅對立。
燕淨
典雄的哥哥，並擔任杉寺的護寺僧。
與典雄等僧兵一起行動要去小茂田海灘反擊元軍，但途中他們卻被元軍所抓、就在典雄要被元軍抓去處刑時，他自願代替弟弟並因此生死不明。
花
配音：（日）綠川博子
安達政子的姐姐。遠嫁到上縣的池田家。在安達家遇襲前來到安達家拜訪，並且被政子以為他和其他安達家的家屬一起遇害。

### 傳承登場人物
芭樂法師
配音：（日）羽佐間道夫
對馬島上的說書人。依循他所敘說的故事及線索，可以得到強力的武器或招式。
重矩
過去在對馬島上速度最快的劍客，從未在決鬥中落敗，經年累月鍛練後，他悟出了「天斬」。此招攻撃速度之快，肉眼難以跟上。
曾從雷電野獸手中守下對馬島。
內經
被時人傳頌為第一弓箭手，本島的弓術高手，擁有一把神明加持過的長弓。
被天皇下令討伐宮殿的惡鬼而成功，但也因此遭到詛咒而讓他誤以為到處都是惡鬼的身影並因此誤殺了許多人。
雖然因此罪該萬死，但由於其功勞而改成流放到對馬島，死後留下他的弓，但據說只要接觸的人都會因此遭到詛咒。
長尾忠賴
過去在對馬馳名的弓箭手，並且留下一個人獨自擊退在盤據在淺藻浦的海賊的傳說。
將從八幡神獲賜的鎧甲傳給長尾家、現在由叫做楓的女武士守護著。
鎗川時朝
是過去謀反志村家，但最後遭境井家殺害的鎗川家當家，他本人在鎗川家也是屈指可數的劍術高手。
雖然是造成志村家和鎗川家對立的人物，卻受到當地民眾景仰，在他死後據說只要向他許願報仇就能實踐。
他本人是名精通只在鎗川家領地相傳並稱叫「怒舞」劍技的高手，但現在也有位被稱為「鎗川的怨靈」之人也用「怒舞」守護著鎗川的民眾。
從整個任務中也能看出他欲對志村家以及境井家復仇的心態。
吾作
生活於二百五十年前的農民，據說曾受到武士亡靈的召喚而獲得一件近乎無敵的甲冑。並在赤島受到盜匪襲擊將它穿上，用刀消滅了全數強盜而毫髮無傷，因此被稱為「不倒的吾作」、「對馬之虎」。卻不幸在數年後逝世，對馬居民遂將甲冑上鎖保管於赤島，並分派六條鑰匙給予各地的村落。
古賀泰平
過去是鎗川家的武士。
由於鎗川家被滅而立志要討伐志村家，因為聽聞過去一名叫做重矩的劍士使用他創造的奥義「天斬」而從雷電野獸手中守下對馬島，為了學會這個招式因此開始不分民眾或是元軍而進行無差別的殺戮。
最後他找出重矩的後代，並逼迫他交出秘笈而學得奧義，但仍然遭仁所敗並且被雷殛直接打死。
小次郎
斗笠幫的一員，以人斬之名而馳名的劍豪。據說他身上的穿著寄宿著惡鬼修羅之力。
保政、廣常、清親、智次、兼知
作為小次郎先鋒的斗笠幫劍術高手們。在豐玉各地著與仁一對一對決。
別頭丸
居住在上縣的城岳山上的道場主人，是持續傳承著不滅之炎「火道」一族的後裔。
「火道」之名雖然在過去流傳甚廣，就連元朝人也知道這件事情，但目前無論是元朝人或對馬島的居民聽到後都是加以嘲諷。

### 壹岐島上的人物
天藏
壹岐島上的海賊。在仁遭到“蒼鷹” 安喀夏可敦下毒後，趁機救了他，之後帶領仁見到壹岐島的海賊女首領‧舟並成為他在島上合作的夥伴。
舟
壹岐島上的海賊女首領。因為壹岐島遭到蒼鷹一族的襲擊，於是將海賊的據點移到秘密基地上，之後與仁合作一起实行驅逐島上元朝人的計畫。
安喀夏可敦
元朝蒼鷹一族的首領。是一個年老的女薩滿，帶領他的族人攻佔壹岐島，擅長用藥控制人們的心靈。在仁來到壹岐島上的境井砦時，遭到他的逮捕並且被他下藥，企圖以仁對於父親境井一正的死來打擊他的內心。　

### 其他人
境井仁之母（千代子）
境井正之妻，仁之母，也是志村的妹妹。
在仁小時候，並在丈夫・正遭到殺害前，就因病過世。也因此讓正與仁的保母百合子產生一段戀情。
本作中經常會出現金色的導航鳥，仁認為那就是逝去的母親藉此引領著他。
在導演版中新增的壹岐島之章中，可知道仁的母親擅長吹奏尺八，並且教了仁許多曲子，同時依據導演版新增的獎盃也能知道仁的母親叫做千代子。
男鹿定宗
將軍的家臣，收到志村的求援要求而由鎌倉幕府從本土派遣過來的御家人之一。
當初很慎重地對待仁，並且也能理解仁為了驅除元軍不得不在獲勝前採用戰鬼的戰鬥方式的考量，但在看到仁使計毒殺志村城中的元軍後，跟其他武士一起對仁以及志村大加撻伐。
純信
配音：（日）根本泰彥
黄金寺的僧侶，也是該寺的住持。利用寺廟收容難民們，還另外替他們設置野營進行安置。
雖然是一個善良的好人，但因為沒有看出曾元，八郎以及梶原的真面目，反過來還被人利用以及曾見過花，讓他一度被政子懷疑是策畫襲擊安達家的共犯。
五郎
配音：（日）渡邊穣
住在卯麥谷中，成天喝得醉醺醺的盜賊，但他同時也是一個以熟悉海事而知名的船長。
因為私自販賣遭到禁賣的唐絹而被捕，但最後被地頭志村饒過一命。在志村被仁救出後，他派仁前去找他討這份人情，於是仁要五郎為此報答志村恩情，並要求他出海將寫著請求鎌倉幕府派出援軍的求救信送出去。最後仁與志村一起前往赤島的三戶岳砦負責保護出航的五郎的船不被元軍攻擊，並且仁也活用在那邊擄獲的火槍攻擊元軍，讓五郎能夠突破元軍包圍而順利將求救信送到本島。
三條夫人（卯麥御前）
盜賊以及不法之徒聚集的「卯麥谷」的女老大。

## 世界觀
「戰鬼」（冥人／The Ghost）
境井仁的另一個稱呼。被傳說是為了討伐元軍而從冥府復活的傳說武士。
原來只是結奈臨時幫他想的稱號，但隨著仁的活躍而讓這個稱號因此傳開，讓他成為不僅是對馬島上的人民，就連來自本島的武士以及赫通汗都知悉的稱呼。
雖然被人民傳頌為是能夠戰勝元軍的希望，但因為使用從背後偷襲、奇襲，毒殺敵人等背離武士道的戰法、因此被正統派武士們所厭惡。
境井家
對馬國的武家之一。前代當家為境井一正。現任當家則為主角境井仁。
因為志村提到境井家之墓有七代祖先沉眠於此，因此可以推斷仁為第八代當家。
志村家
對馬國武家之一。
現任當家則擔任對馬國的地頭(負責當地稅收、治安、司法)。
安達家
對馬國武家之一。
現任當家以及其兩名兒子都在小茂田海灘之戰中戰死、同時間其根據地也遭賊人偷襲，造成除了安達政子以外，全部的族人都因此遭到殺害。
長尾家
對馬國武家之一。
以身為擁有許多弓術高手的名門而聞名。過去曾邀請過石川擔任弓術指導。
菊池家
對馬國武家之一。
鎗川家
過去存在於對馬國的武家。雖然是擁有精兵的強力武家，但因為想要反叛志村家而遭到究責並因此被消滅。
雖然作為武家的鎗川家已經消失，但在當地仍擁有很大的影響力。
嚴原
對馬國其中一個區域。也是主線故事第一章守之段的主要舞台。
豐玉
對馬國其中一個區域。也是主線故事第二章破之段的主要舞台。
志村家居城的志村城以及境井家的根據地都在此區域內。
上縣
對馬國其中一個區域。也是主線故事第三章離之段的主要舞台。
與其他兩個區域不同的是該處在故事中已經進入白雪靄靄的冬季氣候。
「斗笠幫」（菅笠衆）
戴著斗笠的浪人集團。
參加小茂田海灘之戰，與對馬的武士們一起迎擊元軍卻被大敗，並造成首領和大半數的成員戰死而損失慘重。之後龍三雖然繼承首領的位置，卻為了糧食嚴重不足而困擾、只能在嚴原過著襲擊元軍輸送隊搶奪物資和糧食的日子。
之後龍三以能夠確保斗笠幫的糧食為條件而反叛加入元軍、因此於第二章「破之段」後，會與元軍一起成為仁等人的敵人。但在高野山寨之戰時因為幾乎損失所有成員，加上首領龍三在志村城之戰中被仁所殺，讓集團因此滅亡。
將軍
指的是當時鎌倉幕府第七代征夷大將軍‧惟康親王，但當時幕府的實際掌權者為第八代執權北條時宗。
元朝
作為本作主要敵人的外國勢力、是统治當時中國、韩国以及蒙古高原的王朝名稱。當時的皇帝則為元世祖。
為了侵略日本，於是由元世祖派遣其表親赫通汗，从附庸国高丽率領艦隊前進日本對馬國。
日本方的登場人物都稱呼元軍以及其士兵們為蒙古人。但一方面元軍方登場的赫通汗則稱之為大元。
另外本作的遊戲系統則會標示其為蒙古或蒙古帝國。

## 开发过程
遊戲於2017年巴黎遊戲週前的SIE媒體發表會中公布，由曾經製作《恶名昭彰》系列的遊戲開發商Sucker Punch Productions開發。
为在游戏中真实还原日本剑术，开发商特地从日本请来两位“天心流兵法”武术专家进行动作捕捉和指导。

## 营销与发布

### 发行前期
游戏的营销活动在2017年10月，于巴黎遊戲週随着本作预告片公开而启动。GameSpot在稍后的采访中显示，索尼方面选择不要在游戏的开发还处在可能发生变动的情况下，过早宣布游戏名称。
关于游戏的更多较完整的内容呈现，要等到PlayStation在2018年E3电子娱乐展期间，公开的一段8分钟的实机演示。该演示中，表现优异的环境动画和光影效果引发了讨论，甚至是对发布平台可能为PlayStation 5的猜测；游戏的美学风格，则让人想起日本劍劇，如黑泽明的作品。E3现场还请来了作曲与演奏家Cornelius Boots演奏尺八。
游戏的营销随后进入了一段沉寂期，直到2019年12月，在The Game Awards 2019之前，10日的State of Play，出现了关于其内容的小段演示；而全新的，长度4分半的一段新的预告片，则在两天后的TGA2019公开。
2020年，游戏已经进入了发布倒數，於3月5日宣布將在6月26日全球发售，并且发布了新的长约3分钟的故事预告片，揭曉了游戏主角境井仁的过往。随后由于2019冠状病毒病疫情影响，延期的索尼Worldwide Studio作品《最后生还者 第II章》改于2020年6月19日发售，與其同日前後宣佈定于2020年7月17日延期发售。
在2020年5月14日的State of Play，索尼发布了一段最终演示，长达18分钟，展现了游戏内探索、战斗玩法等内容。演示中确认了游戏会提供用于游戏内摄影的拍攝模式，可以在时间暂停下，控制主角动作、风的方向速度，以及环境要素中树叶及萤火虫的细节，甚至提供了截图以外，用于录制视频的背景音乐选择；演示也提及，由于开发人员对于日本剑戟片的喜好，游戏可以在黑白滤镜模式下运行，也包含日语配音。

### 发售
与其他PlayStation 4游戏类似，本作提供了实体版与数字版两種选择。
数字版预购与初回实体版本，会额外提供本作的迷你音乐辑下载、用于PS4的动态主题及虚拟形象。数位豪华版与铁盒装珍藏版则附加导演评论字幕、一个额外的动态主题，以及若干在游戏内解锁的道具与能力。实体珍藏版内则带有境井面具、布製地圖、日式战旗、風呂敷、实体美术设定集。
2020年8月17日，官方先是宣布將於秋季時免費釋出線上多人合作遊玩模式「奇譚模式（Legends）」，能夠由玩家可以從武士、獵人、浪人與刺客等 4 種職業中選擇其一，並與好友組隊或藉由線上配對組成 2～4 人的隊伍遊玩。。10月16日推出1.1 版免費大型更新，追加線上多人合作遊玩模式「奇譚模式（Legends）」以及「新遊戲+（New Game+）」在內的一系列新模式與新內容。
2021年7月2日，由官方正式宣布在8月20日推出《對馬戰鬼 導演剪輯版》，並同步登上PS4以及PS5雙平台。該版本中除了包含原來遊戲本篇、全部的DLC以及線上多人模式‧奇譚模式以外，還新增在壹岐島上發生的故事章節，該新章節中也會增加新的故事內容、新盔甲、新馬匹、新迷你遊戲、新敵人、新招式以及新動物。另外也支持原來持有本篇的玩家以付費的方式升級成PS4或PS5導演剪輯版。
2024年3月6日，索尼宣布将通过Steam和Epic商店在Windows平台发售《對馬戰鬼 導演剪輯版》，游戏将增加更多的画面设置和选项，包括了英伟达、AMD以及英特尔各家的超分辨率采样功能，游戏也将支持PC玩家插上PS5的DualSence手柄进行游戏。此外本作也将是索尼首次将PlayStation平台上的奖杯系统加入到Windows游戏中，而多人模式将支持PC与PS版的跨平台联机。游戏由索尼旗下的Nixxes工作室负责移植；Windows版本将于2024年5月15日发售。而在经历Windows版《地狱潜兵2》的强制绑定PSN账号的风波后，《對馬戰鬼》开发商Sucker Punch表示本作的单人模式不需要绑定PSN账号，但是如果游玩多人模式的话则需要玩家绑定其PSN账号。然而有媒体发现索尼在2024年5月10日起从Steam商店中下架了未开通PSN服务地区所在的Steam版《對馬戰鬼 導演剪輯版》页面，预计受影响的地区超过150个。

## 評價
| 汇总媒体   | 得分   |
| ---------- | ------ |
| Metacritic | 83/100 |

| 媒体            | 得分   |
| --------------- | ------ |
| Destructoid     | 9.5/10 |
| Game Informer   | 9.5/10 |
| Game Revolution | [ 39 ] |
| GamesRadar+     | [ 40 ] |
| GameSpot        | 7/10   |
| IGN             | 9/10   |
| Push Square     | 9/10   |
| 衛報            | [ 44 ] |
| USGamer         | 4/5    |
| VG247           | [ 46 ] |
| Fami通          | 40/40  |

根据评论汇总机构Metacritic的数据，游戏获得了「普遍好评」的评价。
游戏的美学和视觉效果得到了极大的赞扬。IGN的Mitchell Saltzman认为游戏「将激昂的冒险与优美动人的景色相结合」，但同时批评了敌人的AI。尽管没有推荐本作，Eurogamer的Chris Tapsell表示游戏的「世界作为一个整体是美丽的——完全的、不可否认的、令人压抑的美丽」。
在谈到整个开放世界的活动时，评论家们的意见比较复杂。Polygon的Carolyn Petit说，游戏「竭力呈现出一个值得探索的缤纷世界，但徒有一份长长的活动清单是远远不够的」。Kotaku的Ian Walker说，「我发现每次当我爬上一个山头走向一个神秘的目标时，我都会发出叹息，因为我发现又有一只狐狸要跟着，或者又有一首俳句要写。这些偶遇，虽然乍一看很独特，但随着时间的推移，只会带来重复劳动的感受」。
关于战斗，GamesRadar+的Rachel Weber说，战斗「十分流畅，感觉很好」。Destructoid的Chris Carter说，「战斗的节奏也让人眼前一亮」，「就像小型开放世界的细微差别一样，战斗随着时间的推移而变得更加出色」。
日本杂志《Fami通》的四位编辑给该游戏打了罕见的40分满分。这是继贝塞斯达软件的《上古卷轴5：天际》和Rockstar Games的《侠盗猎车手5》后，第三个获得如此高分的西方游戏。
在Polygon的Kazuma Hashimoto看来，这款游戏是对黑泽明电影的一种「善意的致敬」，同时也是对武士阶层的一种相当民族主义的解释，即「一切行为都受荣誉约束的高尚群体，还心系農民群众」。Hashimoto的结论是，「《对马岛之魂》也没有仔细审视武士这一角色，而是伟化他们的形象，将其塑造为封建日本的真正守护神」。
2021年3月，由于开发商Sucker Punch为对当地宣传所做出的巨大贡献，对马市授予了游戏艺术总监Jason Connell和创意总监Nate Fox「对马大使」的荣誉称号。

### 销量
《对马岛之魂》的销量数据也相当可观，在发售首周成为英国市场最畅销的实体游戏。而在日本市场，以212,915份拿下首周畅销榜首。根据PlayStation自行公布之消息，本作在发售3日内售出240万份，也成为索尼第一方工作室新IP里的首周销量新纪录。在2020年11月，根据纽约时报报道，本作销量已超过五百万份。
| 公布时间   | 销量        | 备注                                               |
| ---------- | ----------- | -------------------------------------------------- |
| 2020-07-24 | 240萬份     | 发售后3天                                          |
| 2020-11-11 | 超过500万份 | 统计节点为发售后118天 纽约时报采访数据             |
| 2021-03-22 | 超过650万份 | 统计节点为发售后249天 索尼集团2020年Q4财报补充资料 |
| 2022-01-05 | 超过800万份 | SuckerPunch于官方Twitter上公布                     |
| 2022-07-16 | 超过973万份 | SuckerPunch于官方Twitter上公布                     |

### 獎項
《对马岛之魂》贏得了2020年度遊戲大獎的「最佳美術指導」和「玩家之聲」獎項。在2021年的游戏开发者选择奖上，本作赢得“杰出视觉艺术”和“观众奖”。

## 后续
2024年9月24日，索尼在其网络发布会State of Play上正式公布了《对马岛之魂》的续作《羊蹄山之魂》（Ghost of Yotei），游戏将取景于日本北海道的羊蹄山，时间设定于1603年。游戏预计将于2025年登陆PlayStation 5平台。

## 動畫
2025年1月7日，宣佈將由Crunchyroll、Aniplex、索尼音樂娛樂、PlayStation Productions共同出品動畫劇集《對馬戰鬼：奇譚》，由神風動畫製作，水野貴信擔任導演，虛淵玄擔任劇本統籌，索尼音樂娛樂擔任配樂。動畫預定於2027年在Crunchyroll上配信。

## 外部連結
- 官方网站（英文）